# Europäisches Fremdsprachenzentrum
Das Europäische Fremdsprachenzentrum (EFSZ) des Europarates wurde 1994 in Graz gegründet. In seinen beiden Arbeitssprachen Englisch und Französisch trägt es die Bezeichnungen European Centre for Modern Languages (ECML) bzw. Centre européen pour les langues vivantes (CELV) genannt.

## Aufgaben und Arbeitsweise
Ziel des EFSZ ist es, exzellenten und innovativen Sprachenunterricht zu fördern und die 36 Mitgliedsstaaten darin zu unterstützen, wirksame Maßnahmen zur Verbesserung der Sprachenbildung umzusetzen. Das Programm des EFSZ wird von seinen Mitgliedsstaaten bestimmt und orientiert sich an nationalen Anliegen. Projektorientierte Arbeit sowie Weiterbildungs- und Beratungstätigkeit bilden die zwei Hauptbereiche des EFSZ-Programms. In beiden Bereichen erarbeiten Expertenteams aus Europa und der ganzen Welt auf der Basis vierjähriger Arbeitsprogramme Materialien für die Praxis, Trainingsmodule oder auch Handreichungen für Entscheidungsträger, Lehrerbildner, Lehrende und andere Interessensgruppen, wie zum Beispiel Eltern.
Das derzeitige Arbeitsprogramm (2024–2027) hat Language education at the heart of democracy / L’éducation aux langues au cœur de la démocratie zum Thema.
Seit 2001 wird auf Initiative des Europarats in Straßburg jedes Jahr am 26. September – gemeinsam mit der Europäischen Kommission – der Europäische Tag der Sprachen gefeiert. Das EFSZ stellt dafür einen Veranstaltungskalender und kostenlose Materialien in mehr als 40 Sprachen, auch in Minderheitensprachen wie Baskisch, Friesisch, Katalanisch und Scots, zur Verfügung.

## Verankerung im Gastgeberland Österreich
Zur Unterstützung des EFSZ gründete das Gastgeberland Österreich den Verein Europäisches Fremdsprachenzentrum in Österreich, der an der Schnittstelle zwischen dem Europarat und den österreichischen Körperschaften (Bundesregierung, vertreten durch das Bildungsministerium, Land Steiermark und Stadt Graz) tätig ist. Dies soll die Entwicklung umfassender Netzwerke und Synergien mit Partnern auf lokaler, regionaler und nationaler Ebene ermöglichen. Nationale Kontaktstelle des EFSZ in Österreich ist das Österreichische Sprachen-Kompetenz-Zentrum (ÖSZ). Es soll unter anderem die Verbreitung und Verankerung in der schulischen und wissenschaftlichen Praxis sicherzustellen.

## Mitgliedsstaaten
Mitgliedsstaaten mit Stand 2024 sind:
| - Albanien - Andorra - Armenien - Belgien - Bosnien und Herzegowina - Bulgarien - Kroatien - Dänemark - Deutschland - Estland - Finnland - Frankreich | - Griechenland - Irland - Island - Lettland - Liechtenstein - Litauen - Luxemburg - Malta - Montenegro - Niederlande - Nordmazedonien - Norwegen | - Österreich - Polen - Rumänien - Schweden - Schweiz - Serbien - Slowakische Republik - Slowenien - Spanien - Tschechien - Ungarn - Zypern |

### Sonderabkommen mit Kanada
Das EFSZ hat außerdem ein Sonderabkommen mit Kanada, wonach das Official Languages and Bilingualism Institute (OLBI) an der Universität Ottawa als nationale Kontaktstelle fungiert.